# 藤城翔
藤城 翔（ふじしろ しょう、3月27日 - ）は、日本のイラストレーター、漫画家。静岡県伊豆の国市出身。女性。血液型はA型。

## 人物
広告代理店での勤務を経て、1999年に芳文社のまんがホームに作品を連載開始。以降、竹書房や双葉社等の雑誌で作品を連載している。
2008年から2010年にかけては「藤城ショーコ」というペンネームを使っていた。
芳文社の超本当にあった(生)ここだけの話に作品を連載していた（2015年まで）。
学生時代はテニス部に所属しており、自身のテニス経験に関連する作品がある。
声優の藤原啓治と若林正恭（オードリー）のファンである。
姉が1人いる。

## 作品
- Honey honey パニック（1999年、まんがホーム（芳文社））
- ここにおいでよ。（2000年 - 2002年、まんがホーム（芳文社））原作：三田武詩
- 3色タンゴ （2002年 - 2003年、まんがタイムナチュラル（芳文社））
- 花★花マーチ （2002年 - 2005年、まんがタイムファミリー（芳文社））
- 半分はんぶん （2003年 - 2004年、まんがホーム（芳文社））
- このみエモーション （2004年 - 2005年、まんがタウンオリジナル（双葉社））
- つぐみフィフティLOVE（2004年 - 2005年、まんがくらぶオリジナル（竹書房））
- 20せんち （2004年 - 2007年、まんがホーム、まんがタイムジャンボ（芳文社））
- 上へまいりま〜す♪（2005年 - 2006年、まんがくらぶオリジナル（竹書房））
- ぐりーんピース!!（2006年 - 2007年、まんがタイムジャンボ（芳文社））
- らぶポジ。（2007年 - 2008年、まんがタイムラブリー（芳文社））
- 僕がココで働く理由（2008年 - 2009年、まんがタイムジャンボ（芳文社））
- 私のヤンチャな執事クン（2009年 - 2010年、まんがタイムラブリー（芳文社））

## 著書
- 20せんち 全1巻 （2005年10月3日発行） ISBN 4-8322-6423-0